# Frédéric Poincelet
 (octobre 2018).
Frédéric Poincelet, né le 15 août 1967 à Sartrouville est un dessinateur français.

## Biographie
Frédéric Poincelet nait le 15 août 1967 à Sartrouville.
Il étudie le graphisme et édite en parallèle des livres d'artistes. Il s'occupe un temps de la structure Lune Produck/Art contemporain. Il participe notamment aux revues Le Dernier Cri, Hôpital brut, Bang!, Technikart, Double…
C'est en 1998 que Frédéric Poincelet rejoint l'éditeur Ego comme X. Outre ses livres chez cet éditeur, dont il est aussi le graphiste attitré, il réalise plusieurs reportages dessinés pour les revues Bang! et Beaux Arts Magazine.
Sur la lancée de son livre Mon bel amour', il entame en 2006 une collaboration avec le magazine Psychologies, traitant de la sexualité féminine, collaboration qui s'achève en 2008. Il réalise, en mai 2008, pour le quotidien Libération deux pages de reportage/BD sur Sasha Grey, la porno-star américaine.
Parallèlement à cette carrière d'auteur de bande dessinée, Frédéric Poincelet fait partie de la scène du dessin contemporain, participant entre autres à l'exposition « Dessins pointus », et avec le collectif de Frédéric Magazine, dont il est un des membres fondateurs, participe à l'exposition « La Force de l'art » au Grand Palais. Frédéric Magazine se place dans une position de revendication du dessin, de cette pratique du dessin qui ne se justifie que pour lui-même. C'est-à-dire qui n'est au service d'aucune autre pratique artistique plus noble. Leur dessin n'est pas une pratique du croquis, ou de l'étude intermédiaire à la grande œuvre que sera une peinture ou sculpture à venir… Le dessin est sa propre justification et sa finalité même, en cela Frédéric Poincelet s'inscrit dans une tradition allant de L'Assiette au beurre à Bazooka, du New Yorker à Elles sont de sorties.
La Galerie Catherine Putman expose les dessins de Frédéric Poincelet depuis 2009. Elle édite ses lithographies et sérigraphies depuis 2016.

## Ouvrages
- 1991 : Hors d'œuvre, La Pomme de Discorde
  - Un père pas très compréhensif, S2 l'art ?
  - Horrible animal, Lune produck
- 1992 : Des filles à la tête d'argent, Lune produck
- 1993 : Le père, Lune produck
  - Art contemporain (avec Alexis Lemoine), Lune produck
- 1994 : Microbes, Hanga Roa
  - Elle se sent bien trop pâle, Le dernier cri
- 1997 : True Crime, La Pomme de Discorde, 1991 édité en 1997
  - Inter gala, La Pomme de Discorde, 1992 édité en 1997
  - D'avance merci, Le dernier cri
  - Au mexique, Par amour
- 1998 : Livre de prières, Amok, 1998
  - Une relecture, Ego comme x, postface de Sébastien Morlighem
- 1999 : Sublime (christophe colon), FLTMSTPC éditions
  - Le périodique #1, Ego comme x
- 2000 : Le périodique #2, Ego comme x
  - Le périodique #3, Ego comme x
- 2001 : Essai de sentimentalisme' (avec Loïc Néhou), Ego comme x
  - Bazar n'6, FLTMSTPC éditions
  - Le périodique #4, Ego comme x[2]
  - La trahison (avec Kérozen), CBO éditions
- 2002 : Bazar n'11, FLTMSTPC éditions
  - Le périodique #5, Ego comme x
  - Catalogue, Les Editions du 57
  - Post it, Les Editions Rigolotes
  - Chéri, FLTMSTPC éditions
  - Wolfi, FLTMSTPC éditions
  - Manet, FLTMSTPC éditions
  - Puglia, FLTMSTPC éditions
- 2003 : Chaton, FLTMSTPC éditions
  - Bambi, FLTMSTPC éditions
- 2006 : Mon bel amour, Ego comme x
  - Frédéric Magazine I, FLTMSTPC éditions
- 2007 : Frédéric Magazine II, FLTMSTPC éditions
- 2008 : Poésie, La Cinquième Couche
- 2009 : Frédéric Magazine III, FLTMSTPC éditions
- 2010 : L'invention du désir de Carole Zalberg vu par Frédéric Poincelet, Éditions du Chemin de fer, 2010
- 2011 : Frédéric Magazine / Vitines (4), éditions Les Requins Marteaux
- 2012 : Le Chateau des ruisseaux (scénario de Vincent Bernière), éditions Dupuis (Aire libre)
- 2013 : Frédéric Magazine / Hors format (5), FLTMSTPC éditions
- 2016 : SNS TTR, éditions Michel Lagarde
- 2017 : Zine, éditions Les crocs électriques
- 2019 : Temple, éditions Solo ma non troppo
- 2020 : Silences, éditions Réalistes
- 2021 : Le Palais, éditions Réalistes

## Participations (sélection)
- Hôpital brut n° 2/3 (1998), n° 4 (1999), n° 5/6 (2001), éditions Le Dernier cri
- Ego comme x n° 5 (1997), n° 6 (1999), n° 7 (2000), n° 8 (2002)
- Rouge Gorge n° 2 (2005), n° 7 (2008) et n° 8 (2009)
- Figures, Éditions du Chemin de fer, 2008
- Ablibido, Éditions du Chemin de fer, 2013
- Soldes n7, Édité par Marc Borgers et Philippe Lardy, 2021
- Dessin & Maison, Louis Paillard Architecte, éditions Réaliste, 2022

## Expositions

### Expositions personnelles
- 2005 : Nous sommes venus sur la plage, Frédéric Magazine, La Plateforme, Dunkerque
- 2006 : Boinot/Poincelet, Galerie en marge, Paris
- 2006 : Frédéric Magazine, Galerie Nogoodwindow, Paris
- 2006 : Frédéric Magazine, La force de l’art, Grand Palais, Paris
- 2006 : Frédéric Magazine, Graphic session 01 espace éof, Paris
- 2007 : Frédéric Magazine, Nog Gallery, London
- février-mars 2008 : Frédéric Magazine, Galerie Regala, Bordeaux
- mars-avril 2008 : Frédéric Magazine, Musée des tapisseries, Aix-en-Provence
- juillet-août 2008 : Frédéric Magazine, Fette’s gallery, Los Angeles
- juillet-août 2008 : Frédéric Magazine, Bongoût, Berlin
- mars 2009 : Frédéric Magazine, Arts factory, Paris[3]
- juillet-août 2009 : Frédéric Magazine, galerie GHP, Toulouse
- mars-avril 2010 : Frédéric Magazine, galerie du Faouedic, Lorient
- octobre 2010 : Frédéric Magazine, Biennale d'Art contemporain du Havre
- novembre 2010/octobre 2011 : Frédéric Magazine/Vitrines, pour les 10 ans du MIAM, Musée International d'Art Modeste à Sète
- septembre/novembre 2011 : L'état sauvage, galerie Catherine Putman, Paris
- octobre/novembre 2011 : Frédéric Magazine/Vitrines, galerie Jean-Marc Thévenet, Paris
- février/mars 2014 : Apocalypse, galerie Catherine Putman, Paris
- novembre/décembre 2016 : SNS TTR, galerie Catherine Putman, Paris[4]
- février/mars 2019 : Convocation, galerie Catherine Putman, Paris
- octobre 2020 : La Mauvaise étoile avec Antoine Marquis, galerie Catherine Putman, Paris
- janvier/février 2022 : Le Palais, Maison des arts de Chatillon, Chatillon

### Expositions collectives
- 2005 : Rouge Gorge, Maison Folie de wazemmes, Lille
- 2005 : Dessin pointus, Halle Saint Pierre, Paris
- 2007 : Personal Effects, Fette’s gallery, Los Angeles
- mars-août 2008 : Trait multiple, Le Forum, Blanc mesnil
- septembre-octobre 2009 : Oh cet écho, galerie Catherine Putman, Paris
- septembre/octobre 2017 : Collisions, galerie Catherine Putman, Paris
- décembre 2017 : Soon, salon de l'œuvre originale numérotée, galerie Catherine Putman, Paris, Design center
- février/mars 2019 : Des fleurs pour Valentin (commissariat), galerie Catherine Putman, Paris

Il a également été exposé au salon du dessin contemporain Drawing Now (Paris) représenté par la galerie Catherine Putman de 2010 à 2022 et au salon Paréidolie (Marseille) en 2021 .

#### Interviews
- Frédéric Poincelet (int. Évariste Blanchet), « Entretien avec Frédéric Poincelet », dans Bananas n°2, automne-hiver 2006-2007, p. 26-41.
- Frédéric Poincelet (int. Anaël Pigeat), « Livres, un choix de Frédéric Poincelet », dans Roven n°8, automne-hiver 2012-2013, p. 94-97.
- Frédéric Poincelet réinterprétations graphique (int. Julien Bécourt), dans Art Press n°443, avril 2017.
- Frédéric Poincelet (int. Gabriel Delmas), « Delmas x Poincelet », in Du9

#### Sources indépendantes
- Vincent Bernière, « Frédéric Poincelet : Mon bel amour », dans Les 100 plus belles planches de la BD érotique, Beaux-Arts éditions, 2015 (ISBN 979-1020402011), p. 144-145.